# 16 ممسك الأعنة
16 ممسك الأعنة (بالإنجليزية: 16 Aurigae)‏ هو نجم ثنائي، يقع في كوكبة ممسك الأعنة.

## روابط خارجية
- 16 ممسك الأعنة على موقع ويكي سكاي: DSS2, SDSS, GALEX, IRAS, Hydrogen α, X-Ray, Astrophoto, Sky Map, Articles and images